# Saint-Alban-sur-Limagnole (kanton)

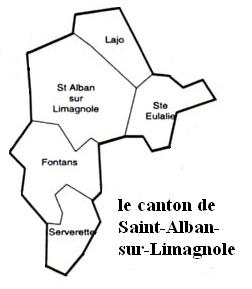
A kanton községei

Saint-Alban-sur-Limagnole kanton (franciául Canton de Saint-Alban-sur-Limagnole) kanton Lozère megye északi részén, a Mende-i kerületben, Haute-Loire megye határán.
Központja Saint-Alban-sur-Limagnole. Területe 142,37 km², 1999-ben 2284 lakosa volt, népsűrűsége 16 fő/km². A Margeride-hegységben fekvő 5 község (commune) tartozik hozzá.
A kanton területének 24,3%-át (34,64 km²) borítja erdő.

## Községek
| Község neve                      | Terület (km²) | Népesség (1999, fő) | Népsűrűség (1999, fő/km²) |
| -------------------------------- | ------------- | ------------------- | ------------------------- |
| Fontans                          | 33,90         | 196                 | 5,8                       |
| Lajo                             | 18,58         | 136                 | 7,3                       |
| Saint-Alban-sur-Limagnole        | 51,23         | 1598                | 31                        |
| Sainte-Eulalie                   | 21,31         | 64                  | 3,0                       |
| Serverette                       | 17,35         | 290                 | 17                        |
| Saint-Alban-sur-Limagnole kanton | 142,37        | 2284                | 16                        |

## Népesség
| Év   | Lakosság |
| ---- | -------- |
| 1962 | 3455     |
| 1968 | 3380     |
| 1975 | 3293     |
| 1982 | 2977     |
| 1990 | 2723     |
| 1999 | 2284     |